# 蛋奶酒
蛋奶酒（英語：Eggnog 或 Egg Milk Punch），或蛋酒，是一类飲料。主要成份為牛奶、奶油、雞蛋、再加入糖、肉豆蔻、肉桂、香草等香料。本身不含酒精，但可以在其中加入蘭姆酒或白蘭地，作成鸡尾酒，以提升其香味。最早起源於英格蘭，英國人相信蛋酒有治療感冒的功效，常在冬日食用。在美国及加拿大非常流行，特別是在圣诞节、新年等冬季节日。

## 不同類型
- 白兰地蛋奶酒（Brandy Egg Nog）
- 覆盆子蛋奶酒（Egg Nog Framboise）
- 波本蛋奶酒（Bourbon Egg Nog）

## 延伸阅读
ISBN 0-452-25665-8